# Campylobacter jejuni
Campylobacter jejuni es una especie del género Campylobacter. Es un espirilo que responde negativamente a la tinción de Gram, presenta movilidad mediante uno o dos flagelos polares (que se encuentran en sus extremos); es microaerófilo capaz de crecer en una atmósfera de composición 5 % de oxígeno, 10 % de dióxido de carbono y 85 % de nitrógeno; no utiliza los hidratos de carbono. Su temperatura óptima de crecimiento es superior a 40 °C.

## Infección
Provoca infecciones intestinales usualmente de origen zoonótico. El cuadro clínico se manifiesta por una diarrea aguda, que puede o no ir acompañada de vómitos, dolor abdominal, dolor de cabeza y malestar general. El período de incubación es de 1 a 10 días, el cuadro clínico es muy autolimitado y dura entre 2 a 5 días.
Hay estudios que indicarían que Campylobácter es la primera causa de diarrea en países desarrollados, por delante de otros patógenos como Salmonella, Shigella y Escherichia coli.
Desde los años noventa y a pesar del aumento en las exigencias sanitarias a la industria de alimentos de Europa Occidental, Estados Unidos, Australia y Nueva Zelanda los casos de infecciones producidas por Campylobacter lejos de disminuir han aumentado, sin existir una explicación para esto. Se destaca el caso de Dinamarca, en el que entre 1990 y 2000 los casos se triplicaron.

## Características
- Síntomas: Diarrea.
- Patogenia: Por un mecanismo similar a Salmonella no typhi, Campylobacter invade células del intestino delgado, las lesiona y altera la absorción de líquidos.
- Inmunidad: Se consideran protectoras las respuestas de Ac al antígeno O (LPS) y H (flagelar).
- Epidemiología: Microorganismo habitual transmitido por el agua y alimentos, en particular aves. Más frecuente en verano y niños < 5 años.
- Diagnóstico: Los bacilos espirales gramnegativos con flagelos polares a) pueden cultivarse a partir de heces mediante 1) incubación microaerófila (2 al 5 %, CO2 al 10 % y N2 al 85 %) y 2) incubación a 42 °C. b) Se identifica su movilidad observando las heces en fresco. c) Ac de referencia frente a antígenos O y H. d) Diarrea.
- Control: Entre las medidas más eficaces se encuentra la higiene apropiada (lavado de manos), eliminación de sus reservorios y uso de antibióticos en los casos graves (en particular, en pacientes inmunodeprimidos).

| Características                  | Resultados |
| -------------------------------- | ---------- |
| Crecimiento a 25 °C              | -          |
| Crecimiento a 35-37 °C           | -          |
| Crecimiento a 42 °C              | +          |
| Reducción de nitratos            | +          |
| Test de la catalasa              | +          |
| Test de la oxidasa               | +          |
| Crecimiento en agar de MacConkey | +          |
| Motilidad                        | +          |
| Consumo de glucosa               | -          |
| Hidrólisis de hipurato           | +          |
| Resistencia al ácido nalidíxico  | -          |
| Resistencia a la cefalotina      | +          |

Es posible encontrar a bacterias del género Campylobacter en todas las especies de aves de corral, la infección de estas suele ser, a través de agua contaminada, alimentos y transmisión horizontal. En el ser humano, la transmisión indirecta es la más importante, debida a alimentos poco cocinados como son las aves (principalmente pollo), la leche y el agua.

## Subespecies
Actualmente (2007) son conocidas (y aceptadas) 2 subespecies:
- Campylobacter jejuni subsp. jejuni
- Campylobacter jejuni subsp. doylei

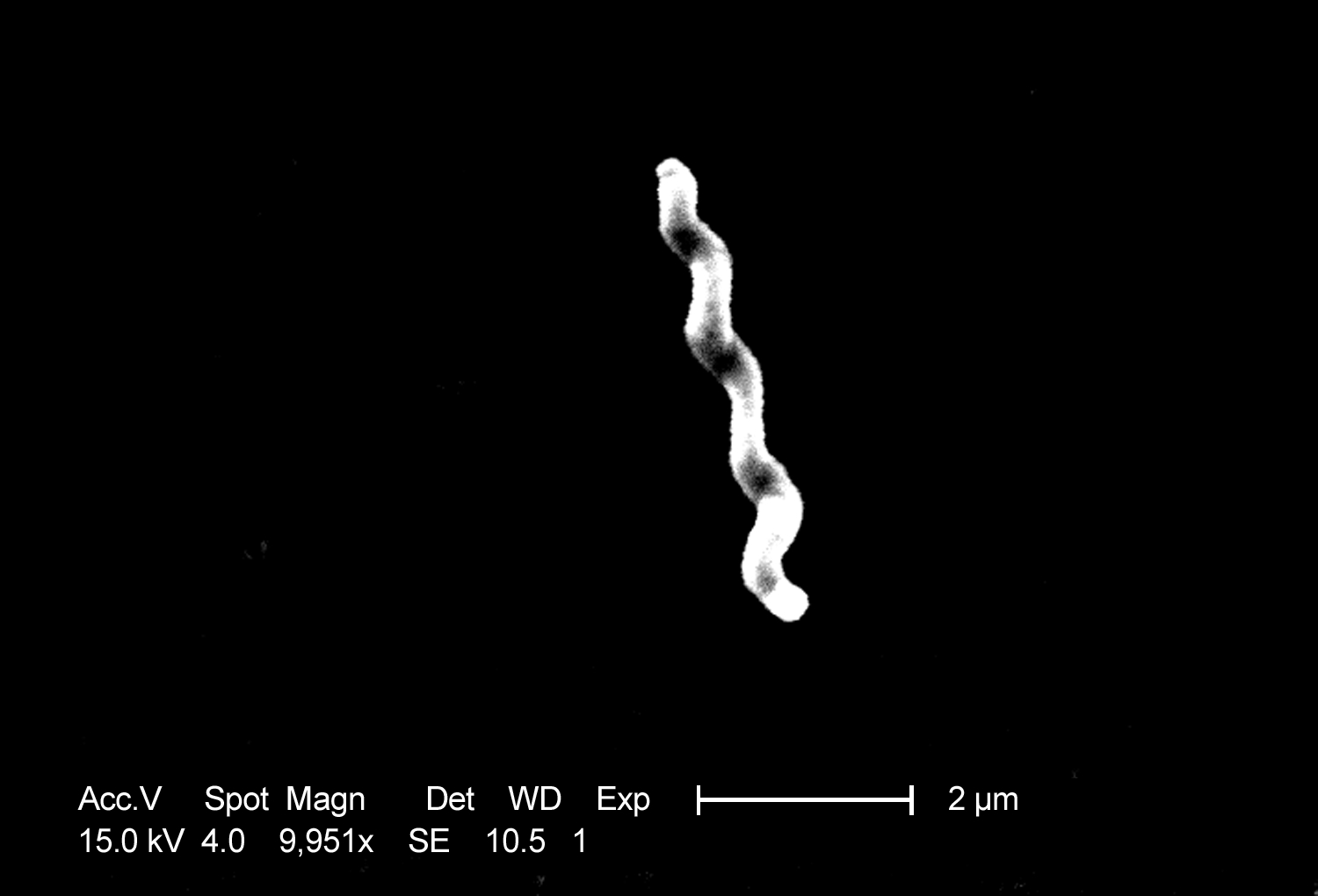
Microfotografía de la C. jejuni
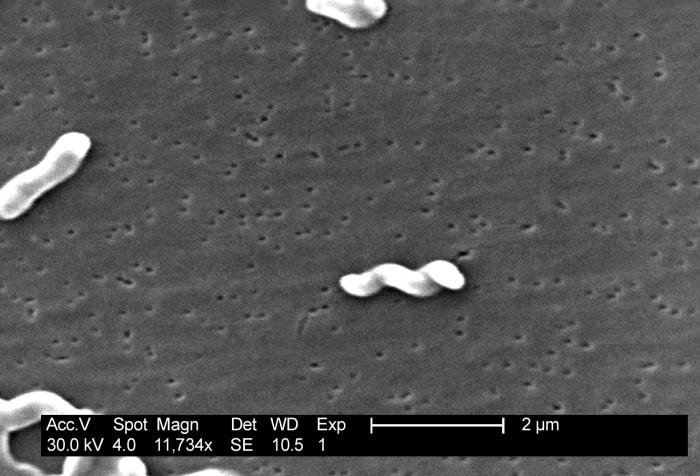
Microfotografía de la C. jejuni.